# ひんでんブルグ
ひんでんブルグは、成人向け漫画の執筆を専門としていた日本の元漫画家。愛知県名古屋市在住。現在は漫画家業を引退している。

## 来歴
1988年、『月刊ハーフリータ』（松文館）での『NEKOMATA!』でデビュー。かつてはサンライズのロボットアニメを主としたテレビアニメのエロパロを主体としていた。ロボットアニメの他、特撮・時代劇・海外ドラマとアニメの可愛い男の子キャラも好み、中日ドラゴンズ、プロレス、パワーパフガールズのファンでもある。目立った同人活動はしていないが、過去にサークル「ばたあくっきぃ」（2007年活動終了）の同人誌「しゃぶ2(しゃぶしゃぶ)」へ寄稿した経歴がある。
名古屋で育ったということもあって、中京広域圏ローカルのテレビ番組やラジオ番組にも精通している。1990年代までは作品収録の単行本の題名に、『星空ワイド 今夜もシャララ』『ミックスパイください』『ぱろぱろエブリデイ』『P.S.愛してる!』『キス・ミス・チック』など、番組名をそのまま拝借してしまうこともよくあった。
1991年の『月刊ハーフリータ』の廃刊などもあり、1990年代前半は『ポプリクラブ』（大洋図書（当時））を活動の基盤とし、当時の成人向け漫画家の中でも最もアニメ調と言われた絵柄で一定の読者層からの底堅い人気を得ていた。しかし、アニメのエロパロ路線がマンネリ化してゆく一方、キャラクターのデッサンのバランスが崩れてしまった時期があり、さらにはポプリクラブの低迷も追い打ちとなって読者離れが起きて低迷する。
1997年以降は『ポプリクラブ』とは雑誌として方向性が大きく異なる『姫盗人』（松文館）などが活動の基盤となった事もあって、凌辱シーンと事後に女性キャラクターが妊娠する、場合によっては登場人物が殺される展開もある過激かつダークな路線に大幅転換して復活を果たす。
また、これ以前より膣内射精の描写が多い傾向があったが、必ずと言って良いほどこの場面の執拗なまでに濃密な描写が入るようになった。
他にも、ショタ物嗜好を表に出すようになり、男性向けの成人向け漫画では一歩引いた描写になることが多い性行為シーン中の男性キャラ（ショタキャラ）の描写にも注力されている。女性キャラが出ない完全なショタ物の成人向け作品も手がけている。
2000年代以後はダークさは次第に薄れていくが、近親相姦物が多くなり性行為の過激さはよりグレードアップする。
2014年3月28日、自身のTwitterで漫画家引退を発表。引退の理由は「何があったわけでもなく、辞める時が来ただけ」としている。

## 作風
男の子キャラ・女の子キャラ共に可愛く綺麗に描くため、表紙を一見しただけでは成人向け漫画とは気付き難い作品も多い。なお、松文館がメインとなって以後は、表紙からして過激路線になっている。
登場人物の台詞や性行為シーンは思いのほかハードであり、近親相姦による妊娠物が描かれることもままある。ただし、腹部が大きくなるまでの描写はあるが、出産のシーンまでは描かれることはほとんど無い。
男女とも比較的低年齢を想起させるキャラを好んで描いていた。ただし、1989年からの東京・埼玉連続幼女誘拐殺人事件に端を発する児童ポルノ規制が始まった時期には、さすがに世間情勢に逆らう事はできず大学生風のキャラクターや大人の女性キャラクターに切り替えていた。その後、情勢の変化を勘案しながら徐々に元の年齢層のキャラに戻し、より幼い印象のキャラを描くことも多くなった。ショタと絡めた女教師物や母子相姦物もあり、多様な年代層で濡れ場が描かれ、果ては母姉妹兄弟が総出で何話にも渡って乱交を繰り広げるといった状況がまま見られる。ただし、年嵩の男性は描かなかった。そのため、通常の父娘相姦は無い。ただし、「血の繋がり」（収録：禁じられた遊び）では、実母との近親相姦で産まれた娘であり同時に実妹でもあり、父親もまだ少年という変則的かつ極めてアブノーマルなパターンの作品も描いている。さらに言えば、少年自身も母親とその父の近親相姦で産まれた子である。

## 作品一覧
- 見つめていたい、オトナになりたい、やるじゃん!（『教えてお姉様』、『発情女子校生』、『かわいい女奴隷』という題名で再版）
- 総攻撃TAC!!総集編 姦淫乱交（『美少女学園』という題名で再版）
- 裸の少年（ショタ物）
- かわいい悪魔
- 女教師の肉便器（『僕だけの女教師』という題名で再版）
- 兄妹の肉私刑（『下着ドロにおしおき』という題名で再版）
- 母娘肉欲教育
- 兄妹肉欲相姦（『兄と妹と』という題名で再版）
- 牝母
- 禁じられた遊び（『禁じられた遊びDX』という題名で再版）
- 兄妹愛
- 夏のおもいで
- 快楽奴隷
- 少女たちのH日記
- おしおきの時間
- 妊娠入門
- ただ今妊娠中!
- 受精しちゃう!
- SEX AND THE SISTER
- 生ハメdream
- モテすぎ少女パラダイス

※ これらの他にも、松文館を中心に多くの単行本が出版されている。

## 備考
- ペンネームはドイツの硬式飛行船・ツェッペリンの一つ・LZ129 ヒンデンブルク号を捩ったものである。（本人のWebサイトのBBSで確認できる。）
- 林原ひかりや完顔阿骨打らと同じく、小学生もの・妊娠ものが多い。
- タイトルを変えて再版する時には、誤って同じ作品を購入することがないよう作者本人運営のWebサイトで告知することがある。
- 再版時に消しの強弱が変化することがあり、このことについても同様に本人のWebサイトで告知することがある。